# Sword and Sorcery
Sword and Sorcery ("svärd och svartkonst" på svenska) är en undergenre inom fantasy. Den typiske huvudpersonen befinner sig på ständig vandring i en heroisk värld fylld av monster, trollkarlar och unga skönheter i fara. Han (numera även hon) har sin styrka, sin eventuella slughet och sitt svärd som resurser. Till skillnad från high fantasy handlar det om hjältens personliga konflikter, snarare än att rädda hela världen. Sword and Sorcery har många likheter med heroisk fantasy och dessa två subgenre överlappar ofta varandra.
Robert E. Howards skapelse Conan, med början i The Phoenix on the Sword (1932) kan räknas som en urtyp. Howard hade dock en föregångare i Edgar Rice Burrough vars romaner om Mars, kallad Barsoom på hemspråket, föregick honom med två årtionden. Andra kända företrädare är Fritz Leiber vars Fafhrd and Gray Mouser-serie haft många fans, C. L. Moore och Leigh Brackett.